# XXI (samlingsbox)
XXI är en samlingsbox av det tyska bandet Rammstein som släpptes den 4 december 2015. Boxen innehåller bandets sex första studioalbum som dubbel-LP samt en dubbel-LP med namnet Raritäten som innehåller låtar som inte lanserats på någon av de tidigare albumen. Titeln XXI, 21 enligt det romerska talsystemet, syftar på att vid boxens lansering var det tjugoett år sedan Rammstein grundades. 

## Innehåll

### Raritäten

#### Sida A
1. "Feuerräder"
2. "Wilder Wein"
3. "Das Modell"
4. "Kokain"

#### Sida B
1. "Stripped"
2. "Halleluja"
3. "Mein Herz brennt (Piano Version)"
4. "Los (Full Band Version)"

#### Sida C
1. "Führe mich"
2. "Donaukinder"
3. "Halt"
4. "Roter Sand (Orchester Version)"

#### Sida D
1. "Liese"
2. "Mein Land"
3. "Vergiss uns nicht"
4. "Gib mir deine Augen"